# Ловћен
Ловћен је планина у Црној Гори. Она се налази у југозападном делу земље и протеже се до обала Јадранског мора. Два највећа врха планине су Штировник (1.749 m) и Језерски врх (1.657 m). На Ловћену, на Језерском врху се налази Његошев маузолеј. На планини се налази и национални парк Ловћен. На Ловћену живи 1.158 врста биљака од којих су 4 ендемске врсте.

## Контроверзе око маузолеја
Најмонументалнији споменик националног парка Ловћен је Његошев маузолеј, подигнут на Језерском врху, месту које је овај истакнути песник и мислилац још за живота изабрао за вечни починак.
Његош је још за живота саградио на Језерском врху капелицу у којој је доцније и сахрањен. По аустријској окупацији Црне Горе у време Првог светског рата, ова је црква срушена (и Његошево тело пренето у Цетињски манастир) да би поново била обновљена у време краља Александра, двадесетих година прошлог века. Тадашња комунистичка власт у Црној Гори је 1970. године почела припреме за њено рушење и изградњу маузолеја који је у стилу бечке сецесије замислио вајар Иван Мештровић. Мештровић, мада светски познат, никада није био на Ловћену.
Југословенска јавност се узбунила и масовно протестовала против кршења Његошеве последње воље и рушења скромне задужбине у корист монументалне грађевине какву Његош никада не би желео.

## Галерија
- Национални парк Ловћен
- Поглед на „камено море”
- Језерски врх
- Маузолеј Петра II Петровића Његоша
- Црногорски војници на Језерском врху, октобар 1914.